# Georg Waldvogel
Georg Waldvogel (* 7. Juli 1961 in Hinterzarten) ist ein ehemaliger deutscher Skispringer.

## Werdegang
Im Alter von 17 Jahren wurde Waldvogel für seine ersten internationalen Springen nominiert und bestritt im Rahmen der Vierschanzentournee 1978/79 die beiden Springen in Oberstdorf und Garmisch-Partenkirchen. Dabei kam er jedoch über einen 63. Platz nicht hinaus. 1980 wurde Waldvogel in den Kader für den Skisprung-Weltcup aufgenommen und absolvierte erstmals am 30. Dezember 1980 ein Weltcup-Springen. Er startete jedoch erneut nur bei den beiden deutschen Springen der Vierschanzentournee. Die Vierschanzentournee 1981/82 verlief ebenso wenig erfolgreich. Bereits drei Wochen später aber konnte er im japanischen Sapporo mit dem 12. Platz erste Weltcup-Punkte gewinnen. Dieser Erfolg gelang ihm auch in St. Moritz. Bei der Nordischen Skiweltmeisterschaft 1982 in Oslo kam er auf der Großschanze auf den 50. Platz. In den restlichen drei Springen in Štrbské Pleso und Planica erreichte er jeweils mit Platz 15 einen Weltcup-Punkt und beendete die Weltcup-Saison 1981/82 auf dem 42. Platz in der Gesamtwertung.
Zur Vierschanzentournee 1982/83 blieb er erneut glücklos, konnte aber im Anschluss daran mehrmals in die Weltcup-Punkte springen. In Planica erreichte er zum Saisonabschluss mit dem 8. Platz das beste Resultat seiner Karriere. Er beendete die Saison 1982/83 auf dem 38. Platz in der Weltcup-Gesamtwertung.
Zu den Olympischen Winterspielen 1984 in Sarajewo belegte Waldvogel den 38. Platz auf der Großschanze. Auf der Normalschanze lag er am Ende punktgleich mit dem Japaner Masaru Nagaoka auf dem 22. Platz.
Nach den Olympischen Spielen hatte es Waldvogel schwer, sich im Weltcup durchzusetzen. Er gewann lediglich zum Abschluss der Saison am 27. März 1984 noch einmal einen Weltcup-Punkt und blieb im Anschluss daran zwei Jahre erfolg- und punktlos. 1988 beendete er nach 10 aktiven Jahren im Alter von 27 Jahren seine Skisprungkarriere.